# Alchemilla glomerulans
Alchemilla glomerulans là loài thực vật có hoa trong họ Hoa hồng. Loài này được Buser mô tả khoa học đầu tiên năm 1893.